# Aktivační funkce

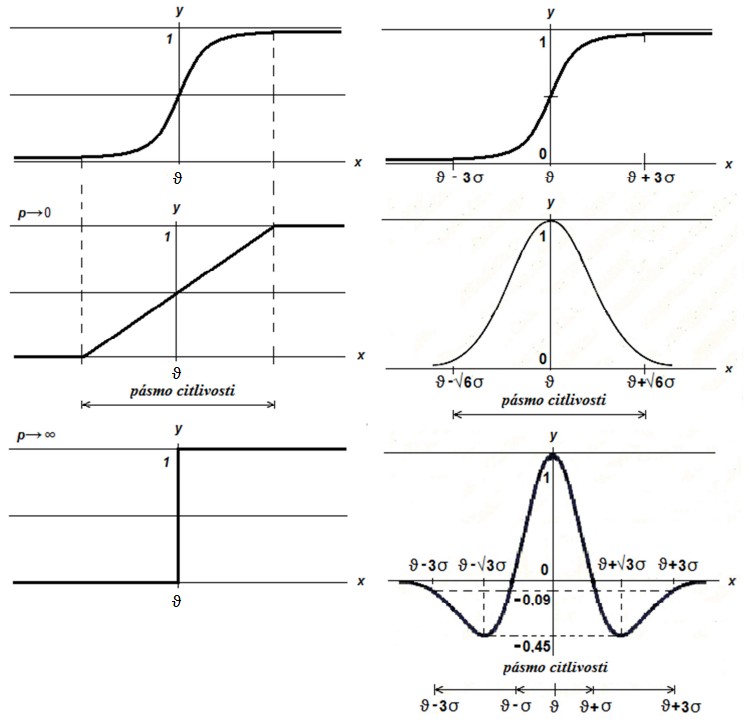
V levém sloupci sigmoida spolu se svými limitními případy, v pravém sloupci možné transformace dat přiváděných na vstupní resp. výstupní neurony.

Aktivační (přenosová) funkce neuronu v umělých neuronových sítích definuje výstup neuronu při zadání sady vstupů neuronu. Nelineární aktivační funkce umožňují neuronovým sítím řešit netriviální, nelineární problémy. Klasická nelineární funkce je sigmoida o parametrech strmosti (určující šířku pásma citlivosti neuronu na svůj aktivační potenciál) a prahové hodnoty (určující posunutí počátku funkce) spolu s jejími limitními tvary jako je linearita pro strmost blížící se nekonečnu a ostrá nelinearita pro strmost blížící se nule:
{\displaystyle f(x)={1 \over (1+e^{-p(x-\vartheta )})}} pak {\displaystyle \lim _{p\rightarrow 0}f(x)={1 \over 2}} a pro {\displaystyle x<0} resp. pro {\displaystyle x>0} dostaneme {\displaystyle \lim _{p\rightarrow \infty }f(x)=0} resp. {\displaystyle \lim _{p\rightarrow \infty }f(x)=1}
Volbou aktivační funkce neuronů vstupní resp. výstupní vrstvy neuronové sítě můžeme určit způsob transformace dat na síť přiváděných:
- Sigmoida: {\displaystyle f(x)=(1+e^{-p(x-\vartheta )})^{-1}} - z ad 1) a ad 2) (viz níže) plyne {\displaystyle p={\ln 0,95-\ln 0,05 \over 3\sigma }\cong {1 \over \sigma }}

ad 1) z {\displaystyle 0,95=(1+e^{-3p\sigma })^{-1}} plyne {\displaystyle e^{-3p\sigma }={0,05 \over 0,95}}
ad 2) z {\displaystyle 0,05=(1+e^{3p\sigma })^{-1}} plyne {\displaystyle e^{3p\sigma }={0,95 \over 0,05}}
- Gaussova křivka: {\displaystyle g(x)=e^{-p(x-\vartheta )^{2}}} - z {\displaystyle 0,05=e^{-p6\sigma ^{2}}} plyne {\displaystyle p=-{\ln 0,05 \over 6\sigma ^{2}}\cong {1 \over 2\sigma ^{2}}}

- Mexický klobouk: {\displaystyle h(x)=-\sigma ^{2}g''(x)} - uvedené transformaci resp. její nezáporné části odpovídají různá pásma citlivosti.

Parametry uvedených transformací mají následující význam:
ϑ – střední hodnota dat přiváděných na daný neuron z trénovací množiny
σ – směrodatná odchylka dat přiváděných na daný neuron z trénovací množiny
Kromě uvedených aktivačních funkcí se užívají ještě jejich různé modifikace:
- Identita - linearita modifikovaná posunutím středu symetrie do počátku
- Hyperbolická tangenta - rozšíření oboru hodnot sigmoidy na interval od -1 do +1
- ReLU - složení ostré linearity (vlevo od počátku) s identitou (vpravo od počátku)
- Radiální báze - Gaussova křivka resp. Mexický klobouk